# Jezierszczyzna (Litwa)
Jezierszczyzna (lit. Antupiai) – wieś na Litwie, w okręgu wileńskim, w rejonie wileńskim, w gminie Rudomino.

## Historia
W dwudziestoleciu międzywojennym folwark i zaścianek leżące w Polsce, w województwie wileńskim, w powiecie wileńsko-trockim, w gminie Rudomino. W 1931 miejscowość liczyła:
- folwark – 16 mieszkańców, zamieszkałych w 2 budynkach,
- zaścianek – 23 mieszkańców, zamieszkałych w 4 budynkach[2].

Po II wojnie światowej w granicach Związku Sowieckiego. Od 1991 na niepodległej Litwie.